# Mounia El Habbab
Mounia El Habbab (Figline Valdarno, 11 aprile 1994) è una cestista italiana.
Ala-pivot di 188 cm, ha giocato in Serie A1 con Battipaglia e Palermo.